# 11246 Орвіллрайт
11246 Орвіллрайт (11246 Orvillewright) — астероїд головного поясу, відкритий 16 жовтня 1977 року.
Тіссеранів параметр щодо Юпітера — 3,468.